# SN 2007bt
SN 2007bt – supernowa typu IIn odkryta 17 kwietnia 2007 roku w galaktyce A142747+1248. W momencie odkrycia miała maksymalną jasność 15,60m.